# 1943-as magyar női kosárlabda-bajnokság
Az 1943-as magyar női kosárlabda-bajnokság a hatodik magyar női kosárlabda-bajnokság volt. Nyolc csapat indult el, a csapatok két kört játszottak. Azonos pontszám esetén helyosztó meccset játszottak. Ez volt az első bajnokság, amelyet az újonnan megalakult kosárlabda-szövetség írt ki. Az elhúzódó szervezési munkálatok miatt a bajnokságot csak 1943 elején lehetett indítani, ezért áttértek a tavaszi-őszi lebonyolításra.

## Tabella
| #  | Csapat                   | M  | Gy | V  | K+  | K-  | P  | Megjegyzés   |
| -- | ------------------------ | -- | -- | -- | --- | --- | -- | ------------ |
| 1. | Nagykovácsi Milenko SE   | 14 | 13 | 1  | 416 | 209 | 26 |              |
| 2. | BBTE                     | 14 | 12 | 2  | 430 | 219 | 24 |              |
| 3. | Testnevelési Főiskola SE | 14 | 9  | 5  | 329 | 274 | 18 |              |
| 4. | Gamma SE                 | 14 | 9  | 5  | 348 | 308 | 18 |              |
| 5. | Wolfner SE               | 14 | 6  | 8  | 218 | 345 | 12 |              |
| 6. | MAFC                     | 14 | 4  | 10 | 207 | 216 | 8  |              |
| 7. | GFB SE                   | 14 | 3  | 11 | 210 | 418 | 6  |              |
| 8. | BEAC                     | 14 | 0  | 14 | 64  | 233 | 0  | Visszalépett |

* M: Mérkőzés Gy: Győzelem V: Vereség K+: Dobott kosár K-: Kapott kosár P: Pont

## Helyosztó mérkőzés
3. helyért: TFSE-Gamma SE 26:17

## II. osztály
1. Nemzeti TE 16, 2. MAFC 14, 3. Futura TE 12, 4. Mechanika SE 12, 5. TFSE 4, 6. Mátyásföldi TC 2 pont.